# Spessarti szép napok
A Spessarti szép napok 1967-ben készült  NSZK-beli filmvígjáték, Kurt Hoffman Spessart-sorozatának harmadik része, a Kísértetkastély Spessartban közvetlen folytatása. A kísértetek az előző film végén megkezdett, de félresikerült űrutazás kapcsán Spessart történetének néhány szép, vagy talán nem is annyira szép korszakába jutnak el. Utuk során eljutnak a múltba és a jövőbe, az út minden állomásán  meg kell állapítaniuk, hogy a szeretet és a szerelem ugyanúgy örök, mint a gyűlölet és a háború. A filmet az előző két résszel ellentétben magyarországi mozikban nem vetítették. Németországban több megvásárolható formában, a három filmet tartalmazó díszdobozban is megjelent.

## Cselekmény
1967. A kísértetek hét évvel ezelőtt kezdődött Hold-utazása sikertelen volt, egy fúvóka hibája miatt az űrben ragadtak. Az átok alóli feloldozást jelentő jócselekedet a sikertelenség miatt elmaradt, így továbbra is kárhozott kísértetek maradtak. A láthatóvá tévő varázsszer hatása módosult, így folyamatosan láthatók, ám alkohol hatására ismét láthatatlanná válnak. Ahogy az előző filmben, beszédre és emberi cselekvésre képesek, ám csak a varázsszernek köszönhetően láthatók, és mivel egyszer már az 1820-ban történt befalazásuk alkalmával meghaltak, szellemként már halhatatlanok. 
Miután hét év alvás után rájönnek, hogyan lehet az elromlott fúvókát megjavítani, sikeresen landolnak egy szálloda tetején, mely pontosan egykori bűneik helyszínén, a hírhedt rablótanya, a rossz hírű spessarti erdei fogadó helyén áll. Anneliese, a szálloda tulajdonosának a lánya, az első részben megismert Franziska von Sandau grófnő azonos küllemű dédunokája éppen esküvőjére készül német származású amerikai katonatiszt vőlegényével, akit azonban a rendkívül militáns, még egy katonai megbeszélésen, vagy egy kisvárosi terepjárós áthaladáson is rohamsisakot viselő, parancsolgatáshoz szokott Teckel tábornok egy kémügy miatt Amerikába küld, emiatt az esküvő elmarad. 
A fiatal nőről a szellemek azonnal látják, hogy a rabló korukban megismert Franziska grófnő leszármazottja, eleinte alaposan ráijesztenek, de gyorsan összebarátkoznak vele. Felajánlják, hogy az űrhajóval percek alatt Amerikába viszik a vőlegényéhez, majd mindkettőjüket vissza is hozzák. Az utazás azonban ismét rossz irányba fordul, a tér helyett az időbe hatolnak be. Időutazásaik során a helyszín marad Spessart, de annak négy korszaka.
Első állomásuk a barbár germán törzsek korszaka, utána a harmincéves háborúban, majd a lovagok és trubadúrok korában, végül a közeljövőben, az éppen darabjaira hulló Németországban kötnek ki, ahol Anneliese saját időskori önmagát, megöregedett férjét, felnőtt gyerekeit is láthatja. Anneliese a múlt minden egyes állomásán találkozik szerelmének akkori inkarnációjával, akitől azonban a harc, a gyűlölet és a háború  elszakítja, így átéli a szeretet és a szerelem történelmen átívelő végtelenségét, de azt is tapasztalnia kell, hogy minden korszaknak meg vannak a maguk Teckel tábornokai, a háború, a harag és a szenvedés is örök.
Végül szerencsésen visszaérnek a jelenbe, autón elindul a násznép az esküvőre. Anneliese egy virágot dob a terepjárójában a menet elhaladtát váró Teckelnek, aki a történet során első alkalommal elmosolyodik, a mogorva katonatiszt álarca mögött mélyen elrejtve mégiscsak érző ember rejtőzik.

## Szereplők
- Liselotte Pulver: Anneliese, Franziska von Sandau grófnő dédunokája
- Harald Leipnitz : Frank Green, Anneliese vőlegénye, amerikai katonatiszt a jelenben, Martin, Archibald von der Vogelwies, Willi Green a többi korszakban
- Hubert von Meyerinck: Teckel tábornok a jelenben, germán törzsfőnök, birodalmi tábornok, középkori lovag, meghatalmazott a békéért a többi korszakban
- Willy Millowitsch: Mümmelmann konzul
- Hannelore Elsner: Johanna
- Vivi Bach: Rosalinde, a lovagkorban
- Tatjana Sais: Mümmelmannné
- Hans Richter: Toni, kísértet
- Joachim Teege: Hugo, kísértet
- Rudolf Rhomberg: Max bácsi, kísértet
- Kathrin Ackermann: Katrin, kísértethölgy
- Klaus Schwarzkopf: Roland
- Gila von Weitershausen: Gundel
- Peter Capell : polgármester
- Paul Esser: fanatikus szerzetes

## Humoros stáblista
Az alkotókat a film elején bemutató stáblista egy piaci séta során készült, minden felsorolt nevet egy piaci áruhoz, annak tulajdonságához vagy árához kapcsolnak: 
- Liselotte Pulver: valódi svájci termék
- Vivi Bach: pikáns áru Dániából
- Rudolf Rhomberg: 60% zsírtartalom
- Katrin Ackermann: ropogósan friss
- Klaus Schwatzkopf, Peter Capel, Paul Esser: hármat kap egy márkáért, satöbbi.

## Eltérések az előző két filmhez képest
- A második részben látott Charlotte grófnő, aki szintén Franziska dédunokája és hasonmása, a grófi cím és a kastély örököse, a szellemek jóbarátja, aki köré az előző film felépült, ebben a részben említés szintjén sem tűnik fel. Mindhárom szerepben Liselotte Pulver látható.
- A második részben látott von Teckel kormányhivatalnok, aki azonos küllemű dédunokája az első részben látott von Teckel ezredesnek, ebben a részben Teckel tábornok néven tűnik fel. Mindhárom szerepet Hubert von Meyerinck alakította.
- Az előző részben négy férfi kísértet és Pluto kutya szállt fel az űrhajóra, ebben a részben viszont Katrinon kívül csak hárman vannak rajta, sem Jockel, sem Pluto kísértet nem szerepel.
- Katrin szellemet  mindhárom részben más alakítja.

## Megítélése
- A film az elődeinél jóval kisebb sikert aratott és komoly negatív kritikákat kapott, eszerint az előző két film eredetiségével, kedvességével, humorosságával a harmadik rész nem vetekedhet annak ellenére, hogy jóval magasabb költségvetésből, két azonos és igen jónevű szereplővel forgatták. Az előzménnyel egyébként sem következetes űrhajósjelenetet leszámítva érthetetlenül kevés a kapcsolódás az előző filmhez, noha annak közvetlen folytatása. A kísértetek jórészt elveszítették földöntúli és kísérteties jellegüket, az öt űrhajósból egy hiányzik, csak négyen vannak.[1][2][3]

## Forgatási helyszínek
- A belső jeleneteket a spandaui Central Cinema Company (CCC) filmstúdióban forgatták.
- Bécs, Ausztria
- Kreuzenstein-kastély, Korneuburg, Ausztria (a lovaglós-dalos jelenet a vár felé a lovagkorban csak külső forgatás)
- Heppenheim, Németország, a kisváros főtere és főutcája
- Odenwald, Németország

Az előző két filmmel ellentétben nem Miltenberg, hanem Heppenheim a kisváros forgatási helyszíne